# La Sapienza (film)
La Sapienza è un film del 2014, scritto e diretto da Eugène Green. Il film deve il titolo alla chiesa di Sant'Ivo alla Sapienza a Roma, capolavoro dell'architettura barocca di Francesco Borromini.

## Trama
Alexandre, architetto cinquantenne al vertice della carriera, attraversa un periodo di crisi esistenziale in particolare con la moglie Aliénor con la quale non riesce più a comunicare. Sfiduciato verso la professione e in cerca di motivazioni decide di completare la stesura di un libro sull’architetto barocco Francesco Borromini, un progetto intrapreso anni prima e poi abbandonato. Parte così sulle orme di Borromini con la moglie Aliènor, di professione psicoterapeuta e si reca a Stresa, sul Lago Maggiore e nel Canton Ticino. Lì incontrano casualmente Lavinia, una giovane ragazza fragile e malata, e il fratello Goffredo, futuro studente di architettura. Durante il viaggio Aliénor prende coscienza del difficile rapporto con il marito e rimane coinvolta suo malgrado dall’incontro con la fragile Lavinia al punto di decidere di rimanerle accanto, mentre Alexandre e Goffredo intraprendono un viaggio iniziatico sulle orme del Borromini, prima a Torino e poi a Roma. La separazione sarà per tutti l’inizio di un nuovo cammino. Alexandre e Aliénor potranno riconsiderare la loro vita e sperare nuovamente a un futuro insieme.

## Produzione
Il film è stato realizzato tra il 12 settembre e il 12 ottobre tra Bissone, Stresa, Torino e Roma, con il sostegno di Film Commission Torino Piemonte e Roma Lazio Film Commission, con il contributo del MiBACT - Direzione Generale per il Cinema, in associazione con AGM Factory, in collaborazione con Rai Cinema e con la partecipazione del Centre National du Cinéma et de l'Image Animée.

## Riconoscimenti
- Missing Film Festival 2014 - Panorama.
- Sevilla Festival De Cine 2014 - Secciones Competitivas Official.
- 32° Torino Film Festival - Sezione Onde.
- Abu Dhabi International Film Festival 2014 - Narrative Competition.
- Festival Nouveau Cinema Montreal 2014 - Présentation Spéciale.
- BFI The Times London Film Festival - selezionato Dare.
- 67° Locarno Festival - Concorso internazionale.
- TIFF 2014 - Toronto International Film Festival - sezione Wavelength.
- New York Film Festival 2014 - Main Slate.
- Vladivostok International Film Festival- selezione ufficiale.
- Vancouver International Film festival - selezionato Spotlight on France.
- Festival do Rio 2014 - World Panorama.